# Bromheadia aporoides
Bromheadia aporoides är en orkidéart som beskrevs av Heinrich Gustav Reichenbach. Bromheadia aporoides ingår i släktet Bromheadia och familjen orkidéer. Inga underarter finns listade i Catalogue of Life.